# Avrecourt
Avrecourt è un comune francese di 137 abitanti situato nel dipartimento dell'Alta Marna nella regione del Grand Est.
Dopo essere stato fuso con altri otto comuni nel 1972 per costituire il comune di Val-de-Meuse, il 1º gennaio 2012 ne è stato nuovamente scorporato.